# Warped ! Passion comics
Warped ! Passion comics (Warped !) est une série télévisée américaine créé par Kevin Kopelow et Heath Seifert et diffusée entre le 16 janvier 2022 et le 31 mars 2022 sur Nickelodeon.
En France, elle est diffusée depuis le 1er août 2022 sur Nickelodeon France.

## Synopsis
Milo, un jeune geek qui travaille dans un magasin de comics, voit son quotidien chamboulé quand Ruby, une fille plutôt excentrique, se fait embaucher dans la boutique où il travaille. Mais elle va l'aider à réaliser son roman graphique : elle les dessins et lui le scénario.

## Distribution

### Acteurs principaux
- Anton Starkman (VFB : Damien Locqueneux) : Milo
- Kate Godfrey (VFB : Béatrice Wegnez) : Ruby
- Ariana Molkara (VFB : Alayin Dubois) : Darby
- Christopher Martinez (VFB : Brieuc Lemaire) : Hurley

### Acteurs récurrents et invités
- Mackenzie Lee-Foster (VF : Laetitia Liénart) : Ren
- Milan Carter : Wilson
- Jason Rogel : Owen
- Kelly Vrooman : Sydney
- James III : Percy
- Matt Bush (en) (VF : Alessandro Bevilacqua) : Todd
- Zehra Fazal : CC Jacobs
- Todd Tucker : Gurg
- Pavia Sidhu (VF : Marie Braam) : Jemma
- Tori Carew (VF : Sophie Pyronnet) : Evangeline Hart
- Harrison Xu (VF : Pierre Le Bec) : Chuck
- Cole Massie (VF : Alexis Flamant) : Aiden
- Justin James Farley (VF : Alexis Flamant) : Présentateur
- Peng Peng (VF : Séverine Cayron) : Princesse folle des réseaux (PrincessDerpyDerp en VO)
- Josh Server (VF : Alexandre Crépet) : Chet Donovan
- Bonnie Hellman : Esther
- Emma Nasfell : Olivia
- Josh Reiter (VF : Pierre Le Bec) : Arnold

## Production

### Développement
Le 23 octobre 2020, il a été annoncé que Nickelodeon avait commandé un pilote pour Warped! une série télévisée comique de librairie créée par Kevin Kopelow et Heath Seifert. Kevin Kopelow, Heath Seifert et Kevin Kay sont producteurs exécutifs.
Le casting de la série comprend Kate Godfrey dans Ruby, Anton Starkman dans Milo, Ariana Molkara dans Darby et Christopher Martinez dans Hurley. L'épisode pilote a été réalisé par Jonathan Judge.
La première saison est diffusée entre le 16 janvier 2022 et le 31 mars 2022 avec un total de 13 épisodes.
Le 18 août 2022, la série est annulée au bout d'une saison.

### Fiche technique
Sauf indication contraire, les informations mentionnées dans cette section peuvent être confirmées par la base de données cinématographiques IMDb,  présente dans la section « Liens externes ».
- Titre original : Warped!
- Titre français : Warped ! Passion comics
- Création : Kevin Kopelow et Heath Seifert
- Réalisation : Jonathan Judge
- Scénario : Kevin Kopelow et Heath Seifert
- Musique :
  - Compositeur(s) : Fred Rapport et Rick Butler
  - Compositeur(s) de musique thématique : Wicked Liquid
- Production :
  - Producteur(s) : Craig Wyrick-Solari
  - Producteur(s) exécutive(s) : Kevin Kay, Kevin Kopelow, Heath Seifert, Jonathan Judge et Jeny Quine
- Société(s) de production : Nickelodeon Productions
- Pays d'origine :  États-Unis
- Langue d'origine : Anglais
- Format :
  - Format image : 720p (HDTV)
  - Format audio : 5.1 surround sound
- Genre : Comédie
- Durée : 22-24 minutes
- Date de première diffusion :
  - 16 janvier 2022 sur Nickelodeon
- Classification : déconseillé aux moins de 7 ans

Adaptation
Version française
- Société de doublage : Lylo
- Direction artistique : Sophie Jallet
- Adaptation des dialogues : Jules Drouaud
- Gestion de projet : Renaud Barne

## Épisodes
| Saison | Saison | Épisodes | États-Unis      | États-Unis    |
| Saison | Saison | Épisodes | Début de saison | Fin de saison |
| ------ | ------ | -------- | --------------- | ------------- |
|        | 1      | 13       | 20 janvier 2022 | 31 mars 2022  |

### Saison 1 (2022)
| No | #  | Titre français            | Titre original,   | Diffusion originale | Code prod. |
| -- | -- | ------------------------- | ----------------- | ------------------- | ---------- |
| 1  | 1  | Pilote !                  | Pilot!            | 16 janvier 2022     | 101        |
| 2  | 2  | Le défi !                 | Challenged!       | 20 janvier 2022     | 102        |
| 3  | 3  | Dupés !                   | Duped!            | 27 janvier 2022     | 105        |
| 4  | 4  | Batailles dans l'espace ! | Space-Conflicted! | 3 février 2022      | 107        |
| 5  | 5  | Sandwich !                | Sandwiched!       | 10 février 2022     | 103        |
| 6  | 6  | Plagiat !                 | Plagiarized!      | 17 février 2022     | 109        |
| 7  | 7  | Terrifiés !               | Creeped!          | 24 février 2022     | 104        |
| 8  | 8  | Enregistré !              | Recorded!         | 3 mars 2022         | 108        |
| 9  | 9  | Limités !                 | Limited!          | 10 mars 2022        | 106        |
| 10 | 10 | Au voleur !               | Raccooned!        | 17 mars 2022        | 112        |
| 11 | 11 | Embauchés !               | Hired!            | 24 mars 2022        | 110        |
| 12 | 12 | Quel talent !             | Talented!         | 31 mars 2022        | 113        |
| 13 | 13 | Fini !                    | Finished!         | 31 mars 2022        | 111        |

## Audiences
| Saison | Épisodes | Lancement         | Lancement       | Fin de saison     | Fin de saison   |
| Saison | Épisodes | Date de diffusion | Téléspectateurs | Date de diffusion | Téléspectateurs |
| ------ | -------- | ----------------- | --------------- | ----------------- | --------------- |
| 1      | 13       | 16 janvier 2022   | 150 000         | 31 mars 2022      | 130 000         |